# بئر الحرمان (فلم)
بئر الحرمان فيلم مصري من إنتاج 1969م، وتمثيل نور الشريف، ومريم فخر الدين، وسعاد حسني، وصلاح نظمي، ومحيي إسماعيل، وعبد الرحمن أبو زهرة وإخراج كمال الشيخ. مدة الفيلم 120 دقيقة.

## وصف الفيلم
أحد الأفلام النفسية المعقدة القوية الإيقاع التي تدور أحداثها من خلال قصه الروائي إحسان عبد القدوس حول «ناهد» (سعاد حسني) الفتاة المصابة باضطراب الهوية التفارقي فتكون "ناهد" الفتاة الرقيقة صباحا و"ميرفت" الفتاة اللعوب في آخر الليل.
تذهب للعلاج ولكنها تسلك كلا المسلكين مع طبيبها المعالج والذي يقوم بدوره محمود المليجي حتى يكتشف أن مرضها نتيجة عقدة نفسية من الطفولة سببها قسوة أبيها على أمها عندما اكتشف خيانتها له وجعلها تعيش باقي حياتها معه تعاني من الجفاء والحرمان العاطفي مما يترك آثاره العميقة في نفس الطفلة الصغيرة التي تتعاطف مع والدتها فتكبر لتعيش رغما عنها بشخصيتها الطبيعية صباحا وبشخصية والدتها المتعطشة للعاطفة ليلا، فكيف السبيل إلى العلاج في هذه الميلودراما النفسية الاجتماعية التي كتب لها السيناريو والحوار يوسف فرنسيس وأخرجها للسينما «كمال الشيخ» عام 1969. يشارك في البطولة مريم فخر الدين في دور الأم وصلاح نظمي في دور الأب ونور الشريف في دور الحبيب. الفيلم به ظلال من أشهر افلام الفصام العالمية وجوه حواء الثلاثة.

## وصلة خارجية
- مقالات تستعمل روابط فنية بلا صلة مع ويكي بيانات
- بئر الحرمان